# Asuka Tateishi
Asuka Tateishi (født 9. juni 1983) er en tidligere japansk fodboldspiller.
Han har spillet for flere forskellige klubber i sin karriere, herunder Avispa Fukuoka og Sagan Tosu.